# Janusz Lewandowski (inżynier)
Janusz Henryk Lewandowski – polski inżynier, profesor nauk technicznych o specjalności maszyny i urządzenia energetyczne. Profesor zwyczajny na Wydziale Mechanicznym Energetyki i Lotnictwa Politechniki Warszawskiej.

## Życiorys
W 1971 ukończył studia magisterskie na Wydziale Mechanicznym Energetyki i Lotnictwa Politechniki Warszawskiej. Od 1972 zatrudniony na PW jako pracownik badawczo–dydaktyczny. W 1978 roku obronił pracę doktorską pt. Metoda wyznaczania charakterystyk dynamicznych turbin na parę nasyconą dla elektrowni jądrowych na MEiL PW. Habilitował się w 1990, przedstawiając na tym wydziale rozprawę pt. Zagadnienia identyfikacji turbin parowych. Tytuł naukowy profesora w dziedzinie nauk technicznych otrzymał 26 listopada 1998. 
Jego działalność naukowo–badawcza jest związaną z modernizacją urządzeń energetycznych, zagadnieniem oddziaływania energetyki na środowisko naturalne oraz projektowaniem rozbudowy sektora wytwarzania w energetyce. Prowadził zakończone wdrożeniami prace badawcze na rzecz Elektrociepłowni Żerań i Elektrociepłowni Siekierki oraz prace analityczne dotyczące wdrożeń dyrektyw Unii Europejskiej w polskiej energetyce. 
Od 1990 zastępca dyrektora Instytutu Techniki Cieplnej PW, a w latach 1992–2012 dyrektor tego instytutu. W latach 1998–2004 kierownik zespołu ekspertów w Izbie Gospodarczej Energetyki i Ochrony Środowiska. Przewodniczący Komitetu Problemów Energetyki Polskiej Akademii Nauk i członek Komitetu Termodynamiki i Spalania PAN w kadencji 2019–2023. Członek Sekcji VI – Nauk Technicznych Centralnej Komisji do Spraw Stopni i Tytułów. Prezes Zarządu Instytutu Badań Stosowanych Politechniki Warszawskiej. 
Laureat Nagrody SIEMENSA i Nagrody Prezesa Rady Ministrów. W 2014 odznaczony Krzyżem Kawalerskim Orderu Odrodzenia Polski.

## Wybrane publikacje
- Badyda K., Laskowski R., Lewandowski J., Niewiński G., Wybrane modele matematyczne w diagnostyce i symulacji procesów cieplno–przepływowych w instalacjach energetycznych, Wydawnictwo Naukowe Instytutu Technologii Eksploatacji, Warszawa 2008, ISBN 978-83-7204-695-6.
- Miller A., Lewandowski J., Układy gazowo–parowe na paliwo stałe, Wydawnictwo Naukowo–Techniczne, Warszawa 1993, ISBN 83-204-1679-5.
- Miller A., Lewandowski J., Praca turbin parowych w zmienionych warunkach, Oficyna Wydawnicza Politechniki Warszawskiej, Warszawa 1992.